# Philipp Jahn
Philipp Jahn (* 23. November 1883 in Mengelrode (Thüringen); † 14. April 1963 (andere Quellen 1969) in Bremen) war ein Bremer Politiker (CDU) und Mitglied der Bremischen Bürgerschaft.  

## Biografie

### Beruf
Jahn kam um 1902 nach Bremen und arbeitete als Holzarbeiter. 1902 wurde er Mitglied des Zentralverbandes christlicher Holzarbeiter und von 1907 bis 1914 Vorsitzender für Bremen. Nach dem Ersten Weltkrieg war er ab 1919 hauptamtlicher Bezirksleiter in Bremen. Die Nationalsozialisten entließen ihn 1933 und er fand bis 1936 keine Arbeit, bis er dann bei der AG Weser beschäftigt wurde. Von 1945 bis um 1947 war er als Bürogehilfe beim Wohlfahrtsamt in Bremen tätig.

### Politik
Jahn war 1946 Mitgründer der CDU Bremen und deren Stellvertretender Vorsitzender.
Vom November 1946 bis 1951 war er Mitglied der ersten bis dritten  gewählten Bremischen Bürgerschaft und in Deputationen der Bürgerschaft tätig. Zuvor war er für das Zentrum von 1931 bis 1933 Mitglied  Bürgerschaft.
In Bremen hat er wichtige politische Aufgaben im Sozialbereich mit gestaltet.

### Mitgliedschaften
- Seit 1905 war er Mitglied der katholischen Arbeiterbewegung.
- Er war  1949 Mitgründer des Deutschen Gewerkschaftsbundes (DGB) in Bremen und Vertrauensmann der Christlichen Gewerkschaften.
- Er war Mitglied der Arbeiterkammer Bremen und der Wirtschaftskammer Bremen.

## Ehrungen
- Die Philipp-Jahn-Straße in Bremen - Obervieland wurde 1996 nach ihm benannt.
- Die Katholische Arbeitnehmer-Bewegung Deutschlands (KAB) hat in Bremen einen Ortsverein nach ihm benannt.